# Chuk
El chuk (hangul: 축; hanja: 柷) és un instrument musical coreà tradicional utilitzat al Confucianisme (Munmyo) i les Reial Shrine Ancestral (Jongmyo) cerimònies per indicar el començament d'una actuació de música ritual. Consisteix en una caixa de fusta quadrada, es toca amb picant al fons amb un mall per crear ritmes. El chuk és derivat del xinès zhu i va ser importat de la Xina durant el Dinastia Goryeo.